# صیاد (فیلم)
 صیاد فیلم زندگی‌نامه‌ای ایرانی به کارگردانی جواد افشار و تهیه‌کنندگی محمدرضا شفیعی محصول سال ۱۴۰۳ است. صیاد برشی از زندگی علی صیاد شیرازی، فرمانده نیروی زمینی ارتش در زمان جنگ ایران و عراق را نشان می‌دهد.

## داستان
در خلاصه داستان آمده است: مدتی است این سؤال رهایم نمی‌کند، چرا گلوله‌ها از کنارم می‌گذرند و نادیده ام می‌گیرند؟!
این فیلم در مورد بخشی از زندگی علی صیاد شیرازی در میدان نبرد از گرفتن درجه سرهنگی از جانب ابوالحسن بنی‌صدر(اولین رییس جمهوری اسلامی ایران) تا آزادی بستان از دست عراق است.

## بازیگران
| بازیگر           | نقش                   |
| ---------------- | --------------------- |
| علی سرابی        | علی صیاد شیرازی       |
| هومن برق‌نورد     | ابوالحسن بنی‌صدر       |
| مارال بنی‌آدم     | عفت شجاع              |
| نادر سلیمانی     | سرهنگ اسفندیار مسعودی |
| محمدرضا هدایتی   | سرهنگ احمدزاده        |
| رز رضوی          | منشی بنی‌صدر           |
| حامد شیخی        | محسن رضایی            |
| خیام وقار کاشانی | رحیم صفوی             |
| ایوب آقاخانی     | سرگرد حسین خرسندی     |

## تناقض
در بخشی از فیلم سرگرد حسین خرسندی توسط مجاهدین کشته می‌شود در صورتیکه وی مجروح شده و بعدها به درجه سرهنگی می‌رسد.

## بازخورد

### واکنش نقادانه
به گزارش خبرگزاری تسنیم، در روز نخست جشنواره، تنها صیاد نظر مثبت منتقدان را جلب کرد. استفاده از فناوری‌هایی مانند هوش مصنوعی برای بازسازی صدای صیاد شیرازی موجب واکنش‌های مختلف میان منتقدان شد. بهزاد زهرایی، منتقد و مدرس سینما، فیلم‌نامه را مثبت ارزیابی کرد و فقط نقش‌آفرینی نادر سلیمانی را پسندید؛ همچنین جلوه‌های ویژه و تدوین فیلم به عقیده‌اش در سطح متوسطی بود.

### جوایز و نامزدی‌ها
| جایزه                             | رده                        | نامزد        | نتیجه | منبع  |
| --------------------------------- | -------------------------- | ------------ | ----- | ----- |
| چهل و سومین دوره جشنواره فیلم فجر | بهترین جلوه‌های ویژه میدانی | حمید رسولیان | برنده | [ ۹ ] |
| چهل و سومین دوره جشنواره فیلم فجر | بهترین جلوه‌های ویژه بصری   | امیر ولی‌خانی | برنده | [ ۹ ] |